# 沙阿·西迪克
沙阿·西迪克，(?—?)，14世紀土耳其蘇非主義者。他是第一位哈里發阿布·伯克尔的後裔。沙阿·西迪克是追隨沙阿·賈拉勒征服錫爾赫特的360位同伴之一，之後他留在當地，他的子孫以西迪克為姓。他去世後被安葬在錫爾赫特的潘奇帕拉村。